# فورد کانادا

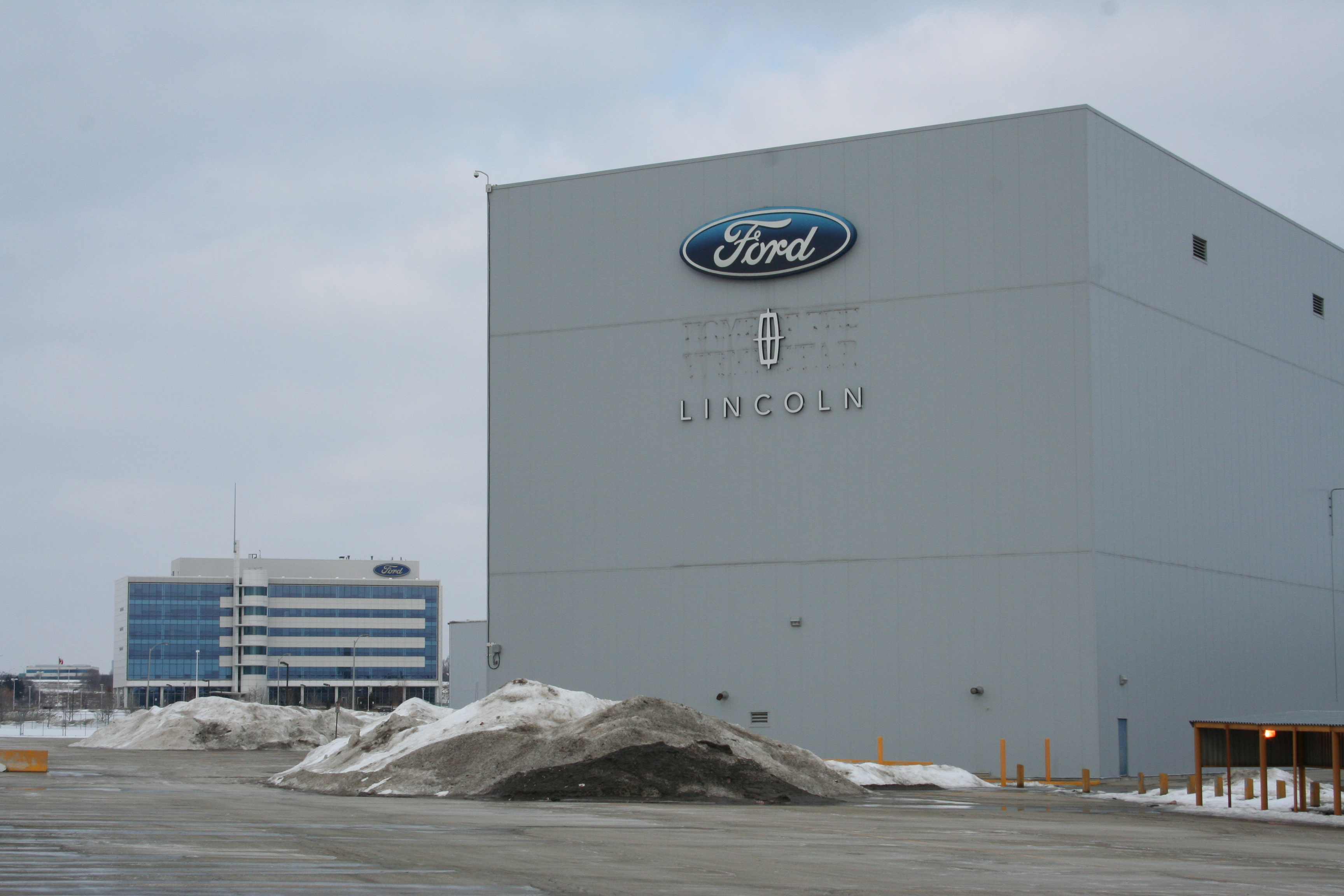
کارخانه تولیدی مرکزی فورد کانادا در شهر اوک‌ویل

فورد کانادا (به انگلیسی: Ford Canada) شرکت خودروسازی کانادایی است، که زیرمجموعه‌ای از شرکت فورد می‌باشد و هم‌اکنون مدل‌هایی چون: فورد فوکوس، فورد فیستا، فورد فلکس، فورد فالکون (آمریکای شمالی)، فورد اج، فورد اکواسپورت، لینکلن ام‌کی‌تی، لینکلن ام‌کی‌ایکس و فورد موندئو را تولید می‌کند.
شرکت فورد کانادا در سال ۱۹۰۴ توسط هنری فورد راه‌اندازی شد و در حال حاضر دارای ۵ کارخانه تولید خودرو در کانادا می‌باشد. دفتر مرکزی این شرکت در شهر اوک‌ویل، کانادا قرار دارد.